# Les tortugues ninja (sèrie de televisió de 1987)
|  | Est article tracta sobre la sèrie d'animació original, emesa per RTVV i TV3; per a altres significats, vegeu Tortugues Ninja. |

Les tortugues ninja (Teenage Mutant Hero Turtles en anglès) és una sèrie de dibuixos animats basada en el còmic underground Tortugues Ninja («jóvens tortugues mutants ninja») que s'emeté originalment als EUA del 1987 fins al 1996.
En el País Valencià, la sèrie es començà a emetre per Canal Nou el 15 d'octubre de 1989 (on inicialment rebé el nom de Tortugues mutants) i a Catalunya el 6 d'octubre de 1990 per TV3 amb el títol Les fabuloses tortugues ninja.
La sèrie fou desenvolupada en conjunció amb l'empresa joguetera Playmates Inc., per la qual cosa els personatges i l'argument foren adaptats al públic infantil. Després de l'èxit d'una primera temporada pilot de cinc capítols només, estrenada l'any 1987, Group W Broadcasting encarregà una nova tongada de seixanta-cinc episodis que lideraren les matinals dels dissabtes.